# Somerset (Massachusetts)
Somerset es un pueblo ubicado en el condado de Bristol en el estado estadounidense de Massachusetts. En el Censo de 2010 tenía una población de 18.165 habitantes y una densidad poblacional de 589,67 personas por km².

## Geografía
Somerset se encuentra ubicado en las coordenadas 41°44′19″N 71°9′54″O / 41.73861, -71.16500. Según la Oficina del Censo de los Estados Unidos, Somerset tiene una superficie total de 30,81 km², de la cual 20,46 km² corresponden a tierra firme y (33,58%) 10,34 km² son agua.

## Demografía
Según el censo de 2010, había 18.165 personas residiendo en Somerset. La densidad de población era de 589,67 hab./km². De los 18.165 habitantes, Somerset estaba compuesto por el 97,44% blancos, el 0,37% eran afroamericanos, el 0,11% eran amerindios, el 0,81% eran asiáticos, el 0,01% eran isleños del Pacífico, el 0,3% eran de otras razas y el 0,96% pertenecían a dos o más razas. Del total de la población el 1,05% eran hispanos o latinos de cualquier raza.